# Bibingka

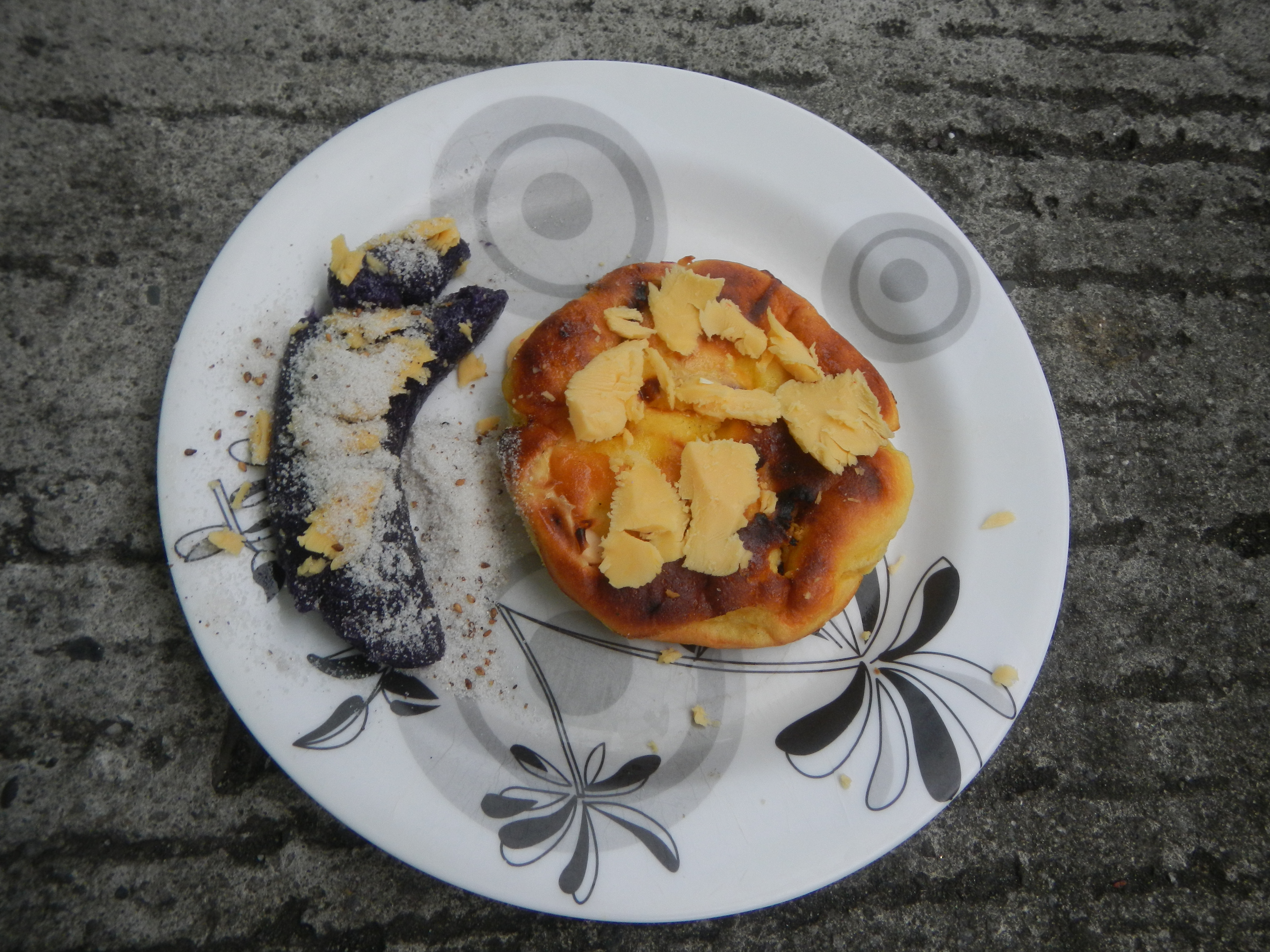

Bibingka é um tipo de pastel de arroz originário das Filipinas o qual é comido usualmente durante as épocas natalinas. É tradicionalmente cozinhado em potes de barro 'revestido' com folhas de banana. Este prato típico tem uma textura esponjosa similar ao puto, outro pastel de arroz típico de Filipinas. Este é comido quente ou morno, é ligeiramente doce com um sabor similar ao do arroz com leite. As partes superiores e inferiores costumam estar carbonizadas (e o revestimento das folhas de banana contribui ao sabor também).

## Preparação
Bibingka é feita com farinha de arroz, leite de coco ou água. Os demais ingredientes podem variar, mas comumente vêem-se como ingredientes secundários os ovos e o leite. O método tradicional é em geral demorado. Um contêiner especial de terracota o qual está forrado com uma única secção de folhas de banana. Este é colocado sobre carvão pré-aquecido e a mistura da farinha de arroz e água é vertido nele, tomando cuidado de não derramar sobre o contêiner. Outra folha de banana é acrescentada no alto e coberta com mais carvão pré-aquecido. A decoração é acrescentada, a qual consiste no seguinte: mantequilla/margarina, açúcar, queijo ou coco gratinado. Entre as decorações mais estranhas de encontrar incluem: pinipig (grãos de arroz não maduros esmagados), piña ou ovos de pato. Uma mistura de duas ou mais decorações são normais num bibingka singelo. Um bibingka com uma grande quantidade de decoração (e ingredientes) em algumas ocasiões é chamado como bibingka especial.
Os que são produzidos em massa nas padarias das Filipinas são feitos em moldes similares aos do puto ou aos do puto mamon (mantecado).
Recomenda-se servir o bibingka quente. Um bibingka pode ser cortado para ser servido entre 4 ou 6 pessoas.

### Variações
Bibingka galapóng
Bibingka malagkít
Bibingkang Mandue (Mandue estilo bibingka)
Bibingkan kamoteng kahoy, melhor conhecido como pastel cassava

## Bibingkadentro da cultura filipina
Tradicional no natal filipino, é comida com puto bumbóng na Missa do galo filipina. São vendidos fora das igrejas para ser comidos durante o café da manhã.

## Outros países
Em Timor-Leste, outro país asiático de maioria cristã, a receita dos bibingkas foi incorporada e é popular em dezembro, onde são normalmente servidos ao desjejum ou a meio da manhã.